# دي جاي وايت
دي جاي وايت (بالإنجليزية: D. J. White)‏ مواليد 31 أغسطس 1986 في توسكالوسا، هو لاعب كرة سلة أمريكي بدأ مسيرته الاحترافية في سنة 2008 يلعب في ليغا باسكيت الدرجة الأولى ويحمل الرقم 33. يبلغ طوله 6 قدم 9 بوصة (2.1 م).

## فرق لعب لها
- أوكلاهوما سيتي ثاندر
- شارلوت هورنتس
- بوسطن سيلتكس
- ساسكي باسكونيا
- فوجيان سترجيونز

## روابط خارجية
- دي جاي وايت على موقع إن بي أي (الإنجليزية)
- دي جاي وايت على موقع سبورتس رفرنس (الإنجليزية)
- دي جاي وايت على موقع الدوري الإسباني لكرة السلة (الإسبانية)
- دي جاي وايت على موقع كرة السلة الأوروبية.كوم (الإنجليزية)
- دي جاي وايت على موقع كلية كرة السلة في سبورتس رفرنس.كوم (الإنجليزية)
- دي جاي وايت على موقع ريلجم (الإنجليزية)
- دي جاي وايت على موقع بروبوليرز (الإنجليزية)
- دي جاي وايت على موقع سبورتس رفرنس (الإنجليزية)
- دي جاي وايت على موقع سبورتس رفرنس (الإنجليزية)